# Lateráni izzadó kő
A lateráni izzadó kő a II. Szilveszter pápa sírját fedő egyszerű, fehér márványlap. A lateráni Keresztelő Szent János-főszékesegyházban található kő a néphit szerint izzad, és ha egy pápa meghal, mögötte csontok zörögnek.

## Legendája
A legenda ama történetekhez kötődik, melyeket a tudós pápáról halála után ellenségei terjesztettek el, és melyek szerint tudományát és karrierjét annak köszönhette, hogy eladta lelkét az ördögnek. A történetek szerint miután 999-ben pápává választották, megkérdezte a Sátántól, meddig tart a dicsősége. A válasz az volt, hogy addig, amíg belép Jeruzsálembe.
Szilveszter ekkor megnyugodott, de mégis elérte a végzete. Amikor belépett a Laterán közelében lévő Jeruzsálemi Szent Kereszt bazilikába, megjelent a Sátán, és kérte a lelkét. Szilveszter megrendült, bevallotta bűnét, és azt kérte, holttestét darabolják fel, és ott temessék el, ahová a lovak viszik. Ezután meghalt. A lovak pedig bevitték a holttestet a lateráni bazilikába. Ahol izzadva megtorpantak, ott temették el a pápát.
Szilveszter már életében tiltakozott az őt körülvevő pletykák ellen.